# Респаун
Респа́ун (также «респавн»; англ. respawn МФА:[riˈspɔːn] — перерожде́ние) — в компьютерных играх место постоянного появления какого-либо объекта или персонажа игрового мира, происходящее в определённой точке («точке респауна», англ. respawn point) игрового пространства.

## Точки респауна игроков
Точки, где появляются игроки в начале игры (при подключении к игровому серверу) или после смерти. В однопользовательском игровом режиме находятся, как правило, либо в начале уровня, либо на контрольной точке. Также существуют игры, где респаун после гибели внесен в одиночный геймплей. Примером являются Prey или Bioshock, где игрок может возродиться после смерти, не начиная уровень с начала или ближайшей контрольной точки.
В многопользовательском режиме точек появления игрока несколько и обычно выбирается случайная точка на всей карте (например, в режиме deathmatch) или из группы точек, которые характеризуют команду к которой принадлежит игрок (в MMORPG такие точки находятся внутри безопасных локаций, в которых присутствует большое количество нейтральных игроков). В некоторых командных многопользовательских играх (например, в Battlefield, Red Orchestra, Splatoon) игрок может самостоятельно выбрать точку респауна.
В некоторых играх (например, Unreal Tournament) большее число игроков, чем точек респауна на карте, может привести к периодическим телефрагам появляющихся игроков, особенно в самом начале матча.
В командных играх, основанных на deathmatch и где фраги не являются основной целью, респаун игроков может происходить не моментально, а через определённое время (или в определённый период, время «подкрепления»). Примером такой системы является режим захват флага в F.E.A.R. или Assault в Unreal Tournament 2004.
Точка появления игрока обычно расположена так, чтобы после появления игрок был в полной безопасности (особенно в однопользовательских играх) до совершения каких-либо действий. В многопользовательском режиме зачастую используется защита после респауна (англ. Spawn Protection), когда игрок, появившись на уровне рядом с противником мог подождать пока он отойдет на безопасное расстояние прежде чем вступить в игру, или остаётся неуязвимым в течение нескольких секунд после своего появления. Это позволяет избежать случайного получения преимущества за счёт эффекта неожиданности игроком, который увидел только что появившегося противника. В играх без защиты после появления недобросовестные игроки могут удерживать позиции около точек респауна или даже минировать их, однако такое поведение порицается другими игроками. В командных режимах игры может использоваться защита от таких действий, например, неуничтожимые оружейные установки, которые находятся около точек респауна каждой команды и убивают игроков команды противника при приближении к этим точкам (например, в Unreal Tournament).

## Точки респауна врагов
Точки, где появляются управляемые искусственным интеллектом враги. Могут находиться в любом месте уровня, но не помещаются рядом с точками появления игроков.
Восстановление врагов на игровых картах используется редко. В основном такие точки присутствуют в ролевых играх или MMORPG, реже в 3D-шутерах (например, Aliens versus Predator). Повторное появление монстров происходит при достаточном удалении от точки респауна (чаще в однопользовательских играх) или через определённый промежуток времени (чаще в многопользовательских играх). Такие точки могут быть оформлены как «логово» монстров, а могут быть и не обозначены вовсе (когда срабатывают при значительном удалении игрока).

## Точки респауна предметов
Точки, где постоянно появляются различные игровые предметы. Такие точки в основном присутствуют в играх, основанных на deathmatch и проходящих в ограниченных пространствах. Такие точки обусловлены тем, что игроки появляются на уровне неоднократно и подобрав предмет и погибнув они могли бы заново подобрать этот предмет. В таких играх используется «чистка» игрового пространства от предметов, которое несли сами игроки — если выпавший из игрока предмет не будет подобран в течение некоторого времени, он исчезает. Это связано с тем, что все игроки постоянно появляются с базовым набором предметов (обычно, оружие).
В свою очередь, игрок, который длительное время не погибает и не лишается подобранных предметов получает преимущество, собирая появляющиеся новые предметы на игровом уровне. Игроку выгодно контролировать точки появления особо важных бонусов (например, мощного оружия) и рассчитывать время, когда такой бонус появится снова, что особенно распространено в профессиональном киберспорте.